# 松井清人
松井 清人（まつい きよんど、1950年（昭和25年）11月19日 - 2021年（令和3年）8月15日）は、日本の編集者、実業家。文藝春秋社元社長。

## 人物・来歴
東京都品川区生まれ。
1974年（昭和49年）、東京教育大学（現・筑波大学）文学部アメリカ文学科卒業後、文藝春秋入社。
『週刊文春』、『文藝春秋』の編集部を経て、『諸君!』、週刊文春、文藝春秋の編集長を務め、第一編集局長などを歴任した。『朝日ジャーナル』で霊感商法批判キャンペーンを展開していた有田芳生は、同誌が休刊したため、江川紹子から松井を紹介され、週刊文春で統一教会に関する取材を再開した。有田は松井を同志と呼んでいる。
2013年（平成25年）専務、14年社長に昇格し、18年6月社長から退いた。
当初松井は、自身が会長に就き、社長には経理局長を務める経理畑出身の中部嘉人常務を社長に昇格させる人事案を示し、半数程度の役員もこれに賛同したが、一部の役員が反発。部長職級の社員も「人事案の再検討」や「執行役員の合議によって決める」ことなどを求める要望書を役員に提示した。こうした事態を受け、松井は人事案を見直し退任した。
2021年8月15日、病気のため死去。70歳没。

## 意見表明
2017年（平成29年）10月13日、前日のプレスによる事前公表を経て、東京都内で開催された「全国図書館大会」で、図書館の文庫本貸し出しを中止するよう求める意見表明を行った。文藝春秋では文春文庫が最大の収益源となっていることを理由にあげたが、文春文庫だけ置かなくなる図書館が出てくるのではないかといった意見もある。

## 著書
- 『異端者たちが時代をつくる』プレジデント社、2019年6月。ISBN 978-4833451451